# Ivan M. Havel
Ivan Miloš Havel (11. října 1938 Praha – 25. dubna 2021 Košík) byl český kybernetik, vědec a ředitel Centra pro teoretická studia, společného pracoviště Univerzity Karlovy a Akademie věd ČR, které založil. V letech 1990–2019 působil jako šéfredaktor časopisu Vesmír. Jeho starším bratrem byl dramatik a prezident republiky Václav Havel, s nímž spoluzakládal Občanské fórum.

## Život
Od dětství se angažoval ve skautu, v němž měl přezdívku „Puzuk“. Později spoluzaložil Skautskou nadaci Jaroslava Foglara, kde byl předsedou Nadační rady. Po základní škole navštěvoval internátní kolej krále Jiřího z Poděbrad, z níž byli s bratrem vyloučeni pro „buržoazní původ“. Nastoupil tak na obor jemného mechanika a po vyučení zůstal pracovat v dílně. Až poté mohl večerně vystudovat jedenáctiletku (gymnázium), ve třídě s Janem Přeučilem. V letech 1961–1966 dálkově absolvoval obor Automatizace a počítače na Elektrotechnické fakultě ČVUT v Praze. Na jaře 1969 odcestoval k postgraduálnímu studiu na Kalifornskou univerzitu v Berkeley, kde získal roku 1971 doktorát v matematické informatice. V Československé akademii věd obdržel o tři roky později titul kandidáta věd. V akademii byl zaměstnán jako programátor, než z ní musel v roce 1979 odejít. Do revoluce pak deset let pracoval v téže profesi v družstvu invalidů META. Ve druhé polovině sedmdesátých let převzal správu nad samizdatovou edicí Expedice. V roce 1981 byl obviněn po zajištění francouzského karavanu s exilovou literaturou na státní hranici. V době normalizace organizoval neoficiální filozofické a vědecké bytové semináře.

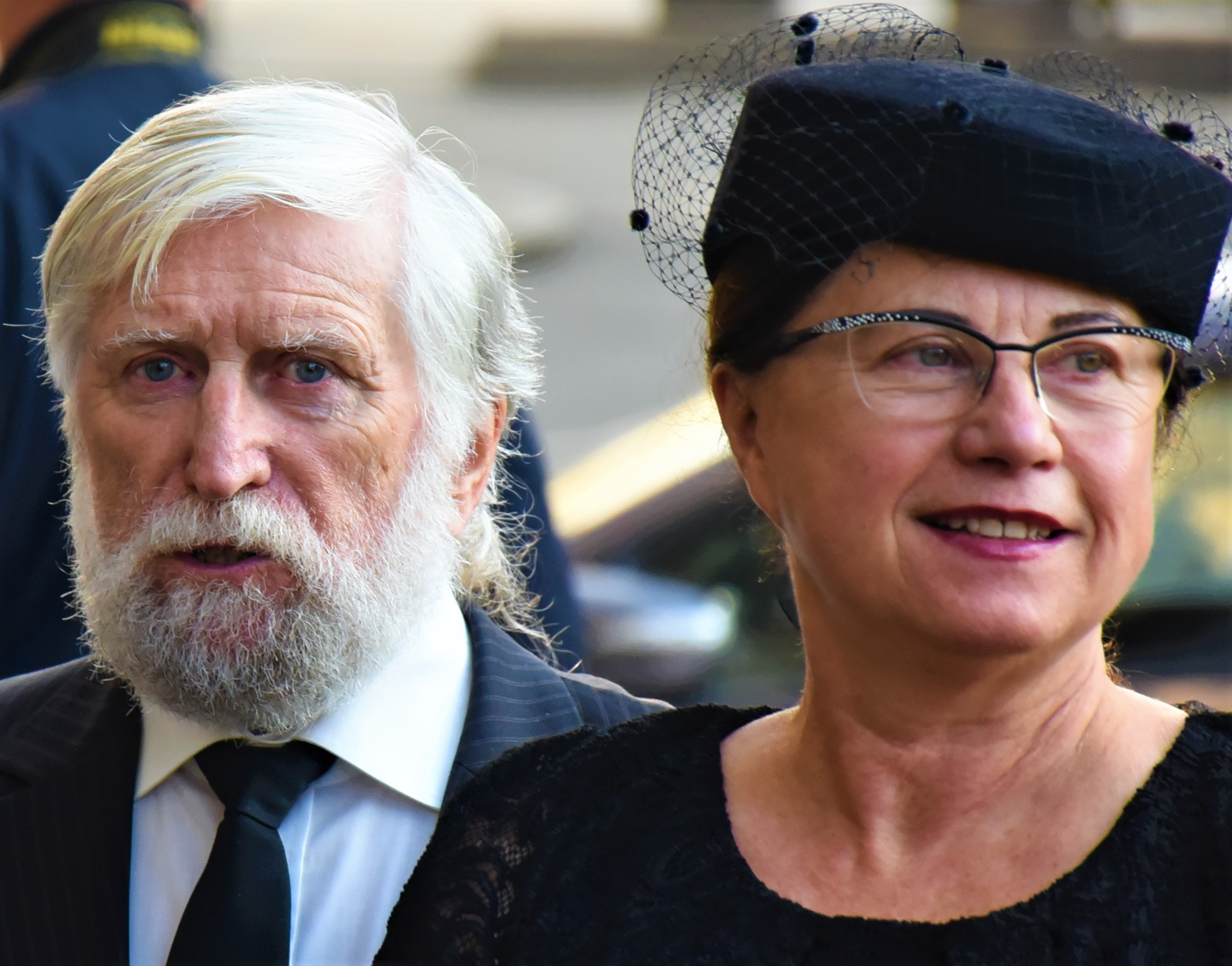
Ivan M. Havel s manželkou Dagmar Havlovou (2019)

Během sametové revoluce spoluzakládal Občanské fórum, v němž mezi listopadem 1989 a červnem 1990 působil v Koordinačním centru. V roce 1992 se habilitoval v oboru umělá inteligence na 3. lékařské fakultě UK v Praze. O přirozeném a umělém myšlení přednášel na Matematicko-fyzikální fakultě a Přírodovědecké fakultě UK.
V roce 1990 založil Centrum pro teoretická studia při UK a ČSAV (později AV ČR), kde se zabýval kybernetikou, umělou inteligencí, robotikou, kognitivní vědou a s nimi souvisejícími filosofickými otázkami. Ředitelem centra byl mezi lety 1990–2008 a vedl v něm dvousemestrální transdisciplinární seminář. Stal se členem správních rad Výboru dobré vůle – Nadace Olgy Havlové, Nadace Občanského fóra a od roku 2005 předsedal radě Libri prohibiti. Působil také jako člen vědecké společnosti Academia Europaea, založené v roce 1988 v Cambridgi.
Byl autorem vědeckých studií a esejistických úvah. Mezi knihy, které napsal, se zařadily prvotina, próza Arsemid (1957), Robotika – úvod do teorie a funkce kognitivních robotů (1980), Otevřené oči a zvednuté obočí (1998), Svatojánský výlet (spolu se Zdeňkem Neubauerem a Martinem Paloušem, 1999), Sidonia a Sakateky Čtrnáctero vykročení (spolu se Zdeňkem Neubauerem, 2004), tři knížky rozhovorů s Michalem Ajvazem, a to Snování. Rok dopisů o snech (2008), Sindibádův dům (2010) a Pokoje u moře (2017); Zápisky introspektora (2018). Do časopisu Vesmír přispěl již v roce 1987 pod pseudonymem druhé manželky Lantayová, článkem zaměřeným na umělou inteligenci. Mezi lety 1990–2019 pak v měsíčníku působil jako šéfredaktor. Z úvodníků vznikly tři knižní svazky.
Zemřel 25. dubna 2021.

## Ocenění
- 2008 – Zlatá medaile Univerzity Karlovy
- 2012 – Cena Václava Bendy udělená Ústavem pro studium totalitních režimů[12]
- 2017 – čestný člen České společnosti pro kybernetiku a informatiku[13]
- 2019 – Cena Hanno R. Ellenbogenové[14]

## Dílo
- HAVEL, Ivan M. Otevřené oči a zvednuté obočí. Praha: Vesmír, 1998. 176 s. ISBN 80-85977-12-5.
- HAVEL, Ivan M.; NEUBAUER, Zdeněk; PALOUŠ, Martin. Svatojánský výlet. Praha: Malvern, 1999. 230 s. ISBN 80-902628-1-3.
- NEUBAUER, Zdeněk; HAVEL, Ivan M. Sidonia a Sakateky čtrnáctero vykročení. Praha: Sofis, 2004. 368 s. ISBN 80-239-4804-0.
- HAVEL, Ivan M. Arsemid. Praha: KANT, 2004. 53 s. ISBN 80-86217-77-9.
- HAVEL, Ivan M. Zvednuté obočí a zjitřená mysl. Praha: Dokořán, 2005. 229 s. ISBN 80-7363-030-3.
- AJVAZ, Michal; HAVEL, Ivan M. Snování: rok dopisů o snech. Červený Kostelec: Pavel Mervart, 2008. 208 s. ISBN 978-80-86818-71-9.
- AJVAZ, Michal. Sindibádův dům. Červený Kostelec: Pavel Mervart, 288. ISBN 978-80-87378-32-8.
- HAVEL, Ivan M. Dopisy od Olgy. Praha: Knihovna Václava Havla, 2010. 510 s. ISBN 978-80-903518-4-4.
- HAVEL, Ivan M. Zjitřená mysl a kouzelný svět. Praha: Dokořán, 2013. 312 s. ISBN 978-80-7363-503-9.
- AJVAZ, Michal. Pokoje u moře. Červený Kostelec: Pavel Mervart, 2017. 264 s. ISBN 978-80-7465-267-7.
- HAVEL, Ivan M. Zápisky introspektora. Praha: Oikoymenh, 2018. 114 s. ISBN 978-80-7298-248-6.

#### Video
- Co ve světě je a co si domýšlíme – Ivan M. Havel na konferenci TEDx Prague
- Kognitivní věda a bádání o lidské mysli – přednáška na konferenci Kognitivní věda a její budoucnost
- Portrét Ivan M. Havla v pořadu České televize GEN – Galerie elity národa
- Vzkaz Ivana Miloše Havla – dokument České televize (on-line)